# Nidal Malik Hasan

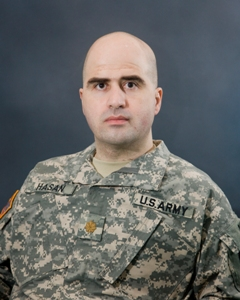
Nidal Malik Hasan (2010)

Nidal Malik Hasan (* 8. September 1970 in Arlington, Virginia) ist ein US-amerikanischer Militärpsychiater. Er erschoss am 5. November 2009 auf dem Militärstützpunkt Fort Hood 13 Menschen.  Am 28. August 2013 wurde er von einer Jury des Militärgerichts U.S. District (Magistrate) Court Office (MG Williams Judicial Center) für schuldig befunden und zum Tode verurteilt.

## Leben
Hasan wurde als einer von vier Söhnen palästinensischer Eltern geboren, die in den 1960er Jahren aus dem Westjordanland in die USA eingewandert waren.
Er wurde in Virginia geboren und wuchs im Großraum von Washington, D.C. auf. Durch den Eintritt in die Streitkräfte der Vereinigten Staaten finanzierte er seine Ausbildung. Hasan studierte zunächst Biochemie, dann Medizin. Darauf folgte eine Facharztausbildung zum Psychiater. Zunächst war er in Bethesda im Walter-Reed-Militärkrankenhaus tätig. Hasan behandelte dort zurückgekehrte Verwundete und Traumatisierte aus dem US-Einsatz im Irak und dem Einsatz in Afghanistan. Das Krankenhaus geriet 2007 nach einem preisgekrönten Bericht der Washington Post in die Schlagzeilen, das Gebäude war heruntergekommen und es herrschten skandalöse hygienische Zustände. Medienberichten zufolge erhielt Hasan nach seiner Tätigkeit im Walter-Reed-Krankenhaus eine negative Beurteilung. Im Jahr 2009 wurde er auf die Militärbasis Fort Hood in Texas versetzt. Er war für einen Einsatz in Afghanistan vorgesehen.

## Amoklauf von Fort Hood
Gegen 13:30 Uhr am 5. November 2009 erschoss Hasan im medizinischen Bereich des Militärstützpunktes Fort Hood insgesamt 13 Personen und verletzte 42.
Er selbst wurde daraufhin von anwesenden Militärpolizisten beschossen, überlebte jedoch schwerverletzt, unter anderem vom Halse ab querschnittsgelähmt, und erwachte nach einigen Tagen aus dem Koma.
Nach den Ermittlungen hatte er nicht im Auftrag einer Terrororganisation oder als „Selbstmordattentäter“ gehandelt.
Laut den Ermittlern hatte Hasan per E-Mail versucht, zu Anwar al-Awlaki Kontakt aufzunehmen, der dem Umfeld von al-Qaida zugerechnet wird.
Sein genaueres Motiv, etwa ob er religiösem Extremismus zuneigte und inwiefern er durch seine Arbeit im Krankenhaus traumatisiert war, blieb jedoch unklar.
Intensiv diskutiert wurde in den USA, ob Hasan als Terrorist angeklagt werden sollte. Es erfolgte keine Anklage wegen Terrorismus, sondern am 12. November 2009 wurde Anklage wegen 13-fachen Mordes und am 2. Dezember wegen 32-fachen versuchten Mordes erhoben. Der Beginn des abschließenden Verfahrens vor einem Militärgericht war für den 29. Mai 2013 vorgesehen. Verteidigt wurde er anfangs von John Galligan und ab Juli 2011 von drei Militäranwälten.
Am 1. August 2013 meldete die amerikanische Presse in einem AP-Bericht, dass Hasan wenige Tage vor seinem Prozess durch seinen Anwalt John Galligan Papiere verbreitet hatte, in denen er sich zu Amerika und zum Islam äußert. Darin verzichte er auf seine US-Staatsbürgerschaft und missbillige die Demokratie: Es sei ihm (als Muslim) nicht erlaubt, die Werte der Demokratie über jene des islamischen Scharia-Rechts zu stellen. Muslime sollten ihre Glaubensüberzeugungen nicht um der Nichtmuslime willen „kompromittieren“. Zugleich bezeichne er den Islamisten Anwar al-Awlaki als seinen „Lehrer, Mentor und Freund“.
Am 6. August 2013 wurde der Prozess gegen Nidal Malik Hasan vor einem Militärgericht eröffnet.
Hasan verteidigte sich selbst. In seinem Eröffnungsplädoyer bestritt er die Tat nicht, sondern erklärte, dass die Beweise eindeutig ergäben, dass er die Tat begangen habe. Es sei ihm jedoch verwehrt, sich „schuldig“ zu bekennen und dadurch die Todesstrafe zu vermeiden. Seine Pflichtverteidiger vermuteten, er strebe ein Todesurteil an, um als Märtyrer zu sterben. Zuvor war er mit der Einlassung gescheitert, er habe die bevorstehende Verlegung der getöteten Soldaten nach Afghanistan verhindern wollen, um das Leben der dortigen Taliban-Führer zu schützen.
Am 23. August 2013 wurde Hasan von einer Geschworenenjury in allen Anklagepunkten schuldig gesprochen. Am 28. August 2013 wurde das Todesurteil bekanntgegeben.

## Leben nach der Verurteilung
Im August 2014 bat Nidal Malik Hasan in einem in Fort Leavenworth geschriebenem und an Abu Bakr al-Baghdadi adressierten Brief um die Staatsbürgerschaft des Islamischen Staates.